# Frank Powell
Frank E. Powell (1886 – 1957) fue un actor teatral y cinematográfico, guionista y director de nacionalidad estadounidense, activo en la época del cine mudo. 

## Biografía
Nacido en Hamilton, Ontario (Canadá), empezó a trabajar como director teatral para Augustus Thomas. Pasado un tiempo empezó a colaborar con el dramaturgo Kirk LaShelle, y durante unos años dirigió producciones teatrales en Europa para Ellen Terry. Tras volver a los Estados Unidos debutó en el circuito de Broadway en 1904 e inició su carrera cinematográfica en 1909 como actor y guionista de los Biograph Studios. En dicha empresa también codirigió su primer film con D.W. Griffith, demostrando su capacidad para la dirección de comedias.

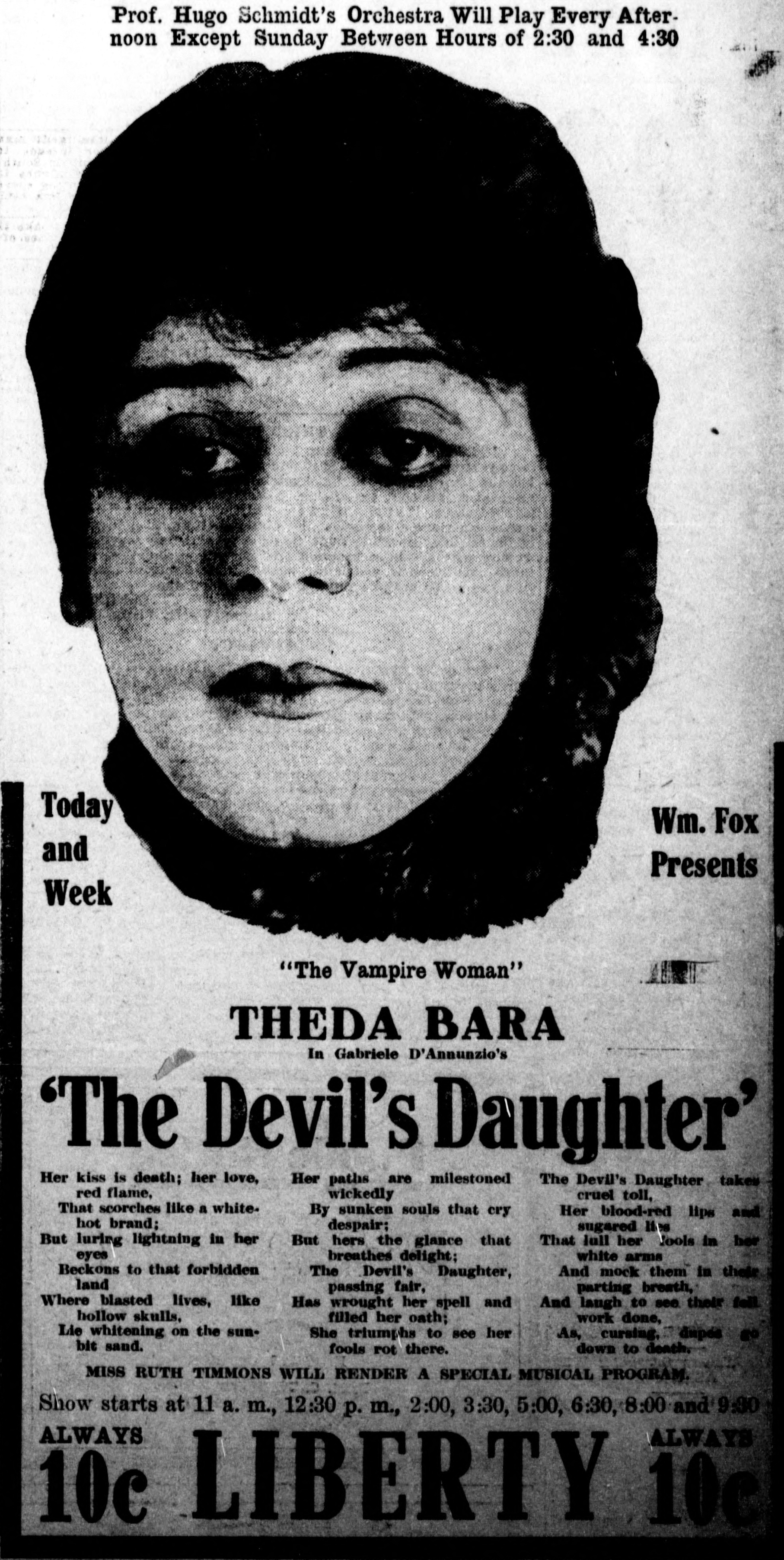
Imagen de Theda Bara en un anuncio de prensa de la película de 1915 The Devil's Daughter, basada en la tragedia de Gabriele D'Annunzio La Gioconda, de 1898, y dirigida por Frank Powell.

Tras dirigir 63 cortos para Biograph, Powell volvió a Europa en 1914 y entró en Pathé Frères como productor de dramas históricos y románticos. Por problemas de salud hubo de cesar un tiempo en su trabajo, aunque aprovechó la oportunidad para viajar por Europa estudiando vestuarios y tipos. A su vuelta a Estados Unidos fue contratado por Powers Motion Picture Company, volviendo más adelante a Pathé como director de largometrajes especiales. Después trabajó como director independiente, rodando el primer film producido por la compañía de George Kleine. Contratado por William Fox, hizo numerosas cintas para Fox Film Corporation, pasando después a los estudios World Film Corporation.
Powell es recordado por haber descubierto a la actriz Theda Bara, a la que dirigió en A Fool There Was (1915), la película que la convirtió en una estrella internacional. Un año antes había dirigido a Bara en su debut cinematográfico, The Stain. Él también dirigió a Mary Pickford en dieciséis filmes, así como a estrellas como Florence Lawrence, Robert Harron, Kate Bruce, Blanche Sweet, Donald Crisp, Henry B. Walthall, y Mabel Normand.
A finales de 1916 Powell organizó su propia productora, Frank Powell Productions Inc. Una de sus películas, Charity? (1916), anunciada como un "foto-drama sociológico", trataba sobre las condiciones de los orfanatos de Nueva York. Tras ser visionada en privado por un público que quedó horrorizado por las exageraciones mostradas en la cinta, el estudio decidió hacer cambios. En esa época, el Gobernador de Nueva York, Charles S. Whitman, había ordenado un informe sobre las condiciones de vida en las instituciones privadas de atención a la infancia, y el film podría haber sido considerado como una oportunidad para sacar dinero de la preocupación del público.
A principios de los años 1920 Powell también escribió numerosos guiones para producciones británicas, y en 1921 dirigió su última película para Mack Sennett.

## Selección de su filmografía

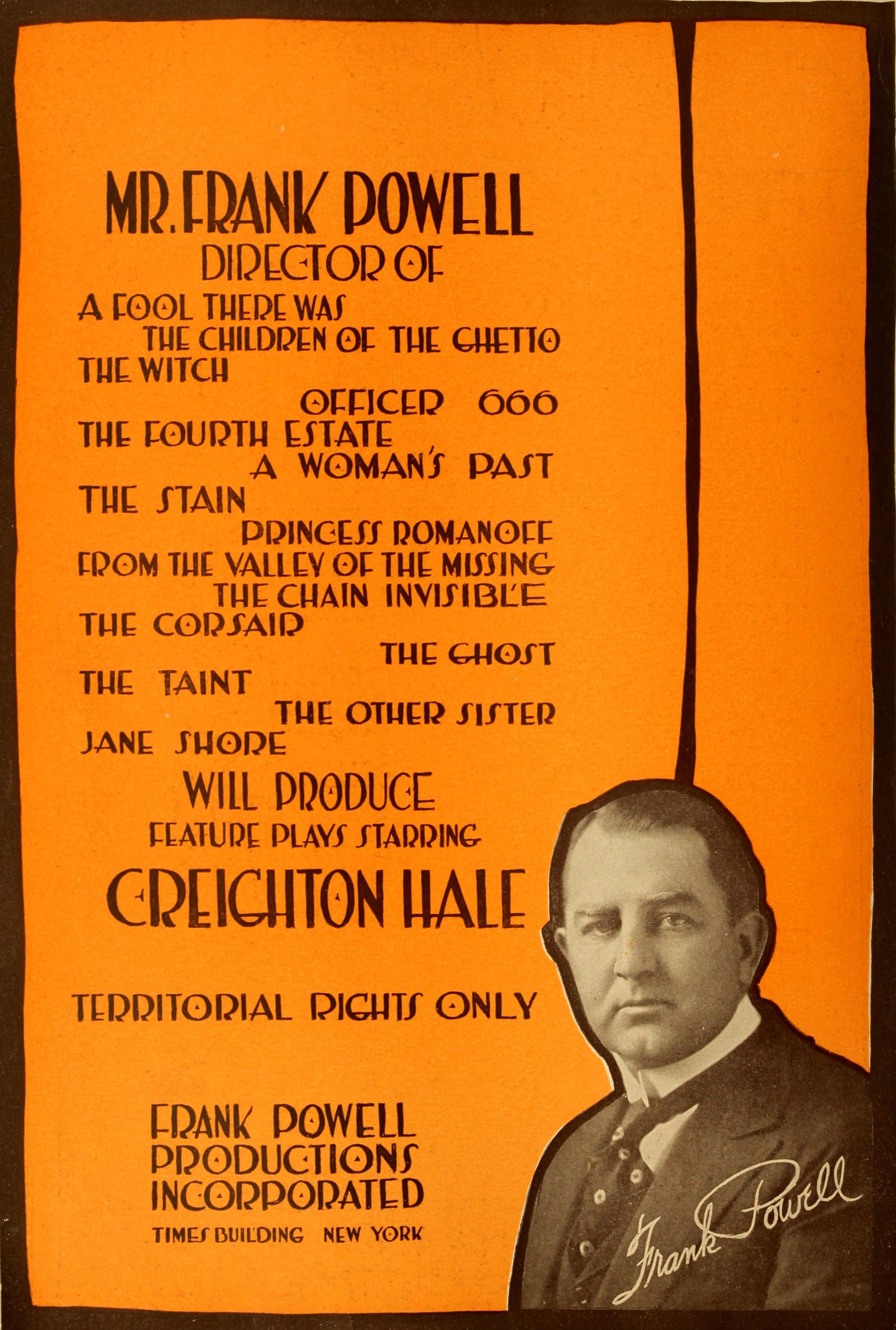
Anuncio (1916)

### Director
| - The Cardinal's Conspiracy, codirigida por David W. Griffith (1909) - The Day After, codirigida por David W. Griffith (1909) - All on Account of the Milk (1910) - The Love of Lady Irma (1910) - The Smoker, codirigida por D.W. Griffith (1910) - The Kid (1910) - The Tenderfoot's Triumph, codirigida por D.W. Griffith 1910) - Up a Tree, codirigida por David W. Griffith (1910) - An Affair of Hearts, codirigida por David W. Griffith (1910) - A Knot in the Plot, codirigida por David W. Griffith (1910) - Never Again, codirigida por David W. Griffith (1910) - May and December, codirigida por David W. Griffith (1910) - When We Were in Our Teens (1910) - An Old Story with a New Ending, codirigida por David W. Griffith (1910) - The Affair of an Egg, codirigida por David W. Griffith (1910) - Muggsy Becomes a Hero (1910) - A Summer Tragedy, codirigida por David W. Griffith (1910) - How Hubby Got a Raise (1910) - A Gold Necklace (1910) - The Masher (1910) - A Lucky Toothache (1910) - The Proposal (1910) - The Passing of a Grouch (1910) - The Troublesome Baby (1910) - Love in Quarantine (1910) - Not So Bad as It Seemed (1910) - His New Lid (1910) - Effecting a Cure (1910) - Turning the Tables (1910) - Happy Jack, a Hero (1910) - White Roses (1910) - The Recreation of an Heiress (1910) - His Wife's Sweethearts (1910) - After the Ball (1910) - The Midnight Marauder (1911) - Help Wanted (1911) - The Poor Sick Men (1911) - A Wreath of Orange Blossoms (1911) - Priscilla's Engagement Ring (1911) - Teaching Dad to Like Her (1911) - Priscilla's April Fool Joke (1911) - Cured (1911) - Priscilla and the Umbrella (1911) - Paradise Lost (1911) - The Crooked Road (1911) - The Stuff Heroes Are Made Of (1911) - The Vicar of Wakefield (1912) - The Old Curiosity Shop (1912) - The Baby and the Stork (1912) | - Puppets of Fate (1912) - Priscilla's Capture (1912) - An Indian Summer (1912) - Heaven Avenges (1912) - Her Life's Story (1912) - His Madonna (1912) - Dora (1912) - Gold and Glitter (1912) - My Baby (1912) - The Tender Hearted Boy (1913) - A Girl's Stratagem (1913) - Beyond All Law (1913) - For Her Government (1913) - The Suicide Pact (1913) - The Wedding Gown (1913) - The Ghost (1914) - A Fair Rebel (1914) - The Stain (1914) - Man's Enemy (1914) - The Corsair (1914) - His Last Dollar (1914) - Officer 666 (1914) - A Fool There Was (1915) - Children of the Ghetto (1915) - From the Valley of the Missing (1915) - Her Grandparents (1915) - Princess Romanoff (1915) - The Devil's Daughter (1915) - A Woman's Past (1915) - The Fourth Estate (1916) - The Witch (1916) - The Chain Invisible (1916) - The Scarlet Oath (1916) - Charity (1916) - The Greater Woman (1917) - Motherhood (1917) - Mrs. Balfame (1917) - The Debt (1917) - Hedda Gabler (1917) - The Mirror (1917) - The Final Payment (1917) - The Dazzling Miss Davison (1917) - Mary Moreland (1917) - Heart of the Sunset (1918) - The Forfeit (1919) - The Unbroken Promise (1919) - You Never Know Your Luck (1919) - Officer Cupid (1921) - Astray from the Steerage (1921) |

### Actor
| - The Heart of an Outlaw, de David W. Griffith (1909) - The Honor of Thieves, de David W. Griffith (1909) - The Politician's Love Story, de David W. Griffith (1909) - The Voice of the Violin, de David W. Griffith (1909) - A Rude Hostess, de David W. Griffith (1909) - His Duty, de David W. Griffith (1909) - El teléfono, de David W. Griffith (1909) - The Son's Return, de David W. Griffith (1909) - The Faded Lilies, de David W. Griffith (1909) - Was Justice Served?, de David W. Griffith (1909) - The Way of Man, de David W. Griffith (1909) - The Necklace, de David W. Griffith (1909) - The Message, de David W. Griffith (1909) - The Country Doctor, de David W. Griffith (1909) - The Cardinal's Conspiracy, de David W. Griffith (1909) - The Friend of the Family (1909) - Tender Hearts (1909) - The Slave (1909) - A Strange Meeting (1909) - The Mended Lute (1909) - Mr. Jones' Burglar (1909) - With Her Card (1909) - His Wife's Visitor (1909) - The Indian Runner's Romance (1909) - The Seventh Day (1909) - The Mills of the Gods (1909) - The Hessian Renegades (1909) - The Children's Friend (1909) - The Broken Locket (1909) | - In Old Kentucky, de David W. Griffith (1909) - Leather Stocking (1909) - Fools of Fate (1909) - In the Watches of the Night (1909) - Lines of White on a Sullen Sea (1909) - Nursing a Viper, de David W. Griffith (1909) - The Light That Came (1909) - Two Women and a Man (1909) - A Sweet Revenge (1909) - The Death Disc: A Story of the Cromwellian Period (1909) - A Corner in Wheat (1909) - The Rocky Road, de David W. Griffith (1910) - The Last Deal (1910) - The Cloister's Touch (1910) - The Newlyweds (1910) - In Old California, de David W. Griffith (1910) - The Man (1910) - The Love of Lady Irma (1910) - Faithful (1910) - Over Silent Paths (1910) - A Knot in the Plot, codirigida por Frank Powell y David W. Griffith (1910) - The Impalement, de David W. Griffith (1910) - The Oath and the Man (1910) - A Knight of the Road (1911) - His Day (1912) - The Second Generation (1914) - A Fool There Was, de Frank Powell (1915) |

### Guionista
| - His Duty, de D.W. Griffith (1909) - May and December, de D.W. Griffith y Frank Powell (1910) - A Fool There Was, de Frank Powell (1915) - His Daughter's Dilemma, de Ralph Dewsbury (1916) - The Fourth Estate, de Frank Powell (1916) - The Witch, de Frank Powell (1916) - Partners at Last, de Ralph Dewsbury (1916) - The Greater Need, de Ralph Dewsbury (1916) - Mrs. Balfame, de Frank Powell (1917) - The Final Payment, de Frank Powell (1917) - Everybody's Business, de Ralph Dewsbury (1917) | - The Forfeit, de Frank Powell (1919) - The Unbroken Promise, de Frank Powell (1919) - Enchantment, de Einar Bruun (1920) - The Penniless Millionaire, de Einar Bruun (1921) - Kitty Tailleur, de Frank Richardson (1921) - In Full Cry, de Einar Bruun (1921) - A Soul's Awakening, de W.P. Kellino (1922) - In the Night, de Frank Richardson (1922) - The Man Without Desire, de Adrian Brunel (1923) |